# 吉纳陨石坑
吉纳陨石坑（Gena）是位于月球正面雨海西部的一座小撞击坑，是前苏联搭载了月球车1号的太空探测器-月球17号的登月点，其名称取自俄语名格亚布亚的昵称，以纪念月球车遥控项目组操控员-格亚布亚·基玛杜蒂诺维奇·拉提波瓦，2012年6月14日被国际天文学联合会正式接受。由于该陨坑尺寸较小，根据国际天文学联合会惯例，该名称并不特指具体之人。

## 描述
该陨坑位于月球17号着陆点以北1400米处，处于月球车1号行进路线上，沿途的其它一些小陨坑如瓦西亚陨石坑、尼古亚陨石坑、斯拉瓦陨石坑、伊戈尔陨石坑、维佳陨石坑、科什焦陨石坑、鲍里亚陨石坑、瓦雷拉陨石坑、柯里亚陨石坑、列昂尼德陨石坑及艾伯特陨石坑都各自被予以了赋名。
该陨坑中心月面坐标为38°18′N 35°00′W / 38.3°N 35°W，直径0.20公里，深约0.03公里。
吉纳陨石坑外观呈圆杯状，坑壁最大高出周边地形10米，坑内布满众多更细小的撞击坑。